# Mount Raymond
Mount Raymond är ett berg i Antarktis. Det ligger i Östantarktis. Nya Zeeland gör anspråk på området. Toppen på Mount Raymond är 2 817 meter över havet, eller 149 meter över den omgivande terrängen. Bredden vid basen är 1,1 km.
Terrängen runt Mount Raymond är platt åt sydost, men åt nordväst är den kuperad. Trakten är obefolkad. Det finns inga samhällen i närheten.